# Xã Silver Creek, Quận Merrick, Nebraska
Xã Silver Creek (tiếng Anh: Silver Creek Township) là một xã thuộc quận Merrick, tiểu bang Nebraska, Hoa Kỳ. Năm 2010, dân số của xã này là 592 người.